# Daniel Radcliffe
Daniel Jacob Radcliffe (n. 23 iulie 1989, Greater London, Anglia, Regatul Unit) este un actor britanic, cel mai bine cunoscut pentru interpretarea personajului Harry Potter din filmele cu același nume, bazate pe bine-cunoscuta serie de cărți, de J.K. Rowling. Radcliffe a mai apărut în mai multe filme și show-uri de televiziune, printre care producția ITM My Boy Jack și piesa de teatru Equus, pentru care a fost nominalizat la Drama Desk Award, premiul revenindu-i până la urmă lui Geoffrey Rush pentru rolul lui din Exit The King.

## Biografie
Daniel Radcliffe a fost născut în spitalul Queen Charlotte's Hospital, West London, Marea Britanie, singurul copil al lui Alan George Radcliffe, agent literar și al agentului de casting, Marcia Jeannine Gresham (Marcia Jeannine Jacobson), care a fost implicată în mai multe filme ale BBC-ului, printre care The Inspector Lynley Mysteries și mai recent Walk Away And I Stumble. Mama lui Radcliffe este evreică, originară din Westcliff-on-Sea, Essex (numele familiei ei fiind preluat de la Gershon; tatăl lui este protestant originar din Irlanda de Nord.
Radcliffe a exprimat o dorință de a juca pe scenă la vârsta de cinci ani. În 1999 și-a făcut debutul în adaptarea în două părți a BBC-ului a romanului lui Charles Dickens, David Copperfield, având rolul personajul principal.

## Cariera

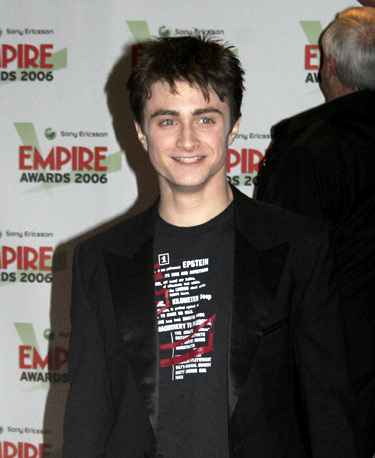
Daniel Radcliffe în 2006

Daniel Radcliffe a fost rugat în anul 2000 să participe la o audiție pentru rolul lui Harry Potter, de către producătorul David Heyman în timp ce participa la reprezentația londoneză Stones In His Pockets. În luna august a aceluiași an, după mai multe audiții, Daniel a fost selectat să joace rolul în adaptarea scumpă a premiatei serii de cărți semnată de autoarea J.K. Rowling. Rowling de asemenea a aprobat alegerea actorului: "Odată ce i-am văzut prestația lui Dan Radcliffe la testul de filmare nu cred că ar fi putut Chris Columbus să găsească un Harry Potter mai bun". Debutul în film al lui Radcliffe a fost în 2000 cu un rol secundar alături de Pierce Brosnan în The Tailor of Panama și primul film Harry Potter: Harry Potter și Piatra Filozofală fiind lansat un an mai târziu.
Radcliffe a mai jucat și în următoarele filme din serie: Harry Potter și Camera Secretelor (2002), Harry Potter și prizonierul din Azkaban (2004), Harry Potter și Pocalul de Foc (2005), Harry Potter și Ordinul Phoenix (2007) și Harry Potter și Prințul Semipur (2009). El a mai semnat și pentru cel de-al șaptelea și optulea film: Harry Potter și Talismanele Morții, care va fi lansat în două părți; partea I în 2010 iar partea a II-a în 2011. Radcliffe s-a declarat fericit în urma deciziei de a secționa ultima poveste, deoarece el nu crede că ar trebui produse jumătăți de măsură pentru sfârșitul seriei. Filmele continuă să aducă rezultate foarte bune la nivel internațional.
În (2002), Radcliffe a apărut în piesa de teatru The Play What I Wrote regizată de Kenneth Brenagh (care a apărut în Harry Potter și Camera Secretelor interpretând rolul profesorului Lockhart).
În anul 2006, Radcliffe a început tranziția dintre un tânăr către un actor adult, apărând în serialul de televiziune Extras, ca o parodie a propriei persoane, în aceeasi măsură începând filmările la producția australiană December Boys. Filmul, care a fost filmat în șase săptămâni, a fost lansat în America de Nord de către Warner Bros. pe data de 14 septembrie 2007. Radcliffe a fost pregătit timp de șase luni de către un antrenor vocal pentru a obține un accent australian cât mai bun. A ales filmul, deoarece a dorit să joace un personaj secundar și nu unul principal.
În continuare, Radcliffe a apărut pe data de 27 februarie 2007 într-o readaptare a piesei lui Petter Shaffer, Equus, ca Peter Strang, un băiat ce se ocupă de grajduri și care ajunge obsedat de cai. Rolul a provocat interes chiar dinaintea primei reprezentații, încasând în avans 2 milioane de lire, întrucât Daniel Radcliffe apărea nud într-una din scenele piesei. Radcliffe a primit recenzii pozitive, întrucât criticii au fost impresionați de nuanța și adâncimea dată personajului. Ultima reprezentație a piesei a fost pe 9 iunie 2007; după care a fost transferată pe Broadway în New York, începând pe 25 septembrie 2008, unde a reluat reprezentațiile alături de Richard Griffiths, care a apărut de asemenea în adaptarea din Londra și care l-a jucat pe Vernon Dursley în filmele Harry Potter. Radcliffe a declarat că s-a simțit nervos reluând rolul în fața unui public american, deoarece era de părere că cei din America sunt mult mai atenți/critici decât londonezii.
Pe durata verii anului 2007 a filmat în drama ITV, My Boy Jack bazată pe povestea reală a morții fiului lui Rudyard Kipling în Primul război mondial, care a fost lansată în Marea Britanie cu ocazia Zilei eroilor 2007 și în SUA pe 20 aprilie 2008. În film, Radcliffe l-a jucat pe Jack Kipling, un soldat al erei Primului Război Mondial și fiu al scriitorului Rudyard Kipling. Despre rol, acesta spune:
Pentru mulți oameni de vârsta mea, Primul Război Mondial este numai un subiect în manualul de Istorie. Însă, întotdeauna am fost fascinat de acest subiect și sunt de părere că are relevanță și astăzi, la fel cum a avut din totdeauna.
La vârsta de 16 ani, Radcliffe a devenit cea mai tânără persoană care nu face parte dintr-o familie regală care să aibă un portret individual la National Portrait Gallery. Pe data de 13 aprilie 2006, portretul lui, desenat de Stuard Pearson Wright, a fost prezentat la deschiderea noii expoziții de la Teatrul National Regal din Londra apoi mutat la National Portrait Gallery unde este expus. Radcliffe avea paisprezece ani la momentul creării portretului.
Pe 9 iulie 2007, Daniel Radcliffe, împreună cu colegii de platou: Emma Watson și Rupert Grint și-au lăsat amprentele mâinilor, ale picioarelor și baghetelor magice în fața Teatrului Chinezesc Grauman din Hollywood.
Pe data de 28 decembrie 2007 fost anunțat în New York Times că Radcliffe îl va portret

## Viața personală
Radcliffe a urmat cursurile școlii Sussex House School, o școală numai de băieți; urmând apoi City of London Scool. A obținut  nivelurile A în cele trei AS-levels, dar pe urmă a întrerupt cursurile școlare.
Radcliffe a declarat că „sunt ateu și chiar ateu militant atunci când religia încearcă să influențeze legislația” dar și că este „mândru că este evreu”. Este un fan al muzicii punk-rock și admiră un număr mare de trupe și artiști, de la Sex Pistols, The Libertines, până la Arctic Monkeys și mai recent Hard-Fi, Jack Penate și Kate Nash. Trupa lui preferată este The Hold Steady. În noiembrie 2000, Daniel Radcliffe a publicat o serie de poezii sub numele Jacob Gershon. Într-o publicație din 2009 a revistei Attitude Radcliffe a anunțat că susține Partidul Democrat Liberal, fiind una din puținele vedete care au făcut-o. 
Este de asemenea un susținător energic al homosexualilor vorbind deschis împotriva homofobiei.
Daniel Radcliffe a apărut în anul 2006 în Sunday Times Risch List, care i-a estimat averea în jurul sumei de 14 milioane de lire sterline, ajungând unul dintre cei mai bogați tineri ai Marii Britanii. A mai apărut o dată, în 2007, în topul celor mai bogați tineri britanici, ajungând pe locul #33 cu o avere estimată la 17 milioane de lire sterline. S-a spus că a câștigat 250.000 de lire pentru primul film Harry Potter, în jur de 5.6 milioane pentru al patrulea și 8 milioane de lire pentru Harry Potter și Ordinul Phoenix. În ciuda averii, Radcliffe spune că nu are preferințe scumpe, însă singurele lucruri pe care într-adevăr cheltuiește bani sunt cărțile, deoarece citește destul de mult.
Daniel Radcliffe este cunoscut și pentru suportul lui dat unor fundații de caritate, printre care Damelza House Children's Hospice din Sittingbourne, Kent, unde și-a rugat fanii să doneze, în locul cadourilor aniversare. În februarie 2005 el și-a pus un tricou cu Echipa Hogwarts pe care și-a semnat un autograf și l-a oferit la licitație pentru a strânge fonduri cu intenția de a ajuta victimele Tsunamiului din 2005. Tricoul lui a făcut parte din Licitația de haine "Tsunami" care a strâns bani pentru reconstruirea Organizației Sri Lanka. Daniel a purtat tricoul în timpul filmării filmului Harry Potter și Pocalul de Foc. Aceste tricouri au fost distribuite numai membrilor echipei. Tricoul lui a strâns 520 de lire ($811.80).
Daniel a devenit un pasionat al cricket-ului și a participat la primul meci demonstrativ Anglia vs. India cu ocazia împlinirii a 18 ani. La sfârșitul zilei s-a așezat la coadă pentru a obține autografele lui Sachin Tendulkar și britanicului Andrew Strauss. În legătură cu acest subiect, Daniel spune:
Am spus într-un interviu că am visat că Andrew Strauss mă fugărea cu o bâtă de cricket. Era în timpul turneului West Indies, când Andrew nu o ducea prea bine și un australian s-a ridicat și a zis că nu ar fi o problemă dacă Strauss ar încerca să te lovească, deoarece ar rata cu siguranță.Culoarea preferata este albastru

## Filmografie

### Film
| An   | Titlu                                                                                        | Rol             | Note |
| ---- | -------------------------------------------------------------------------------------------- | --------------- | --- |
| 2001 | The Tailor of Panama (Omul nostru din Panama)                                                | Mark Pendel     | |
| 2001 | Harry Potter and the Philosopher's Stone (Harry Potter și Piatra Filozofală)                 | Harry Potter    | Lansat ca Harry Potter and the Sorcerer's Stone în SUA și India                                                |
| 2002 | Harry Potter and the Chamber of Secrets (Harry Potter și Camera Secretelor)                  | Harry Potter    | |
| 2004 | Harry Potter and the Prisoner of Azkaban (Harry Potter și Prizonierul din Azkaban)           | Harry Potter    | |
| 2005 | Harry Potter and the Goblet of Fire (Harry Potter și Pocalul de Foc)                         | Harry Potter    | |
| 2007 | Harry Potter and the Order of the Phoenix (Harry Potter și Ordinul Phoenix)                  | Harry Potter    | |
| 2007 | December Boys                                                                                | Maps            | |
| 2009 | Harry Potter and the Half-Blood Prince (Harry Potter și Prințul Semipur)                     | Harry Potter    | |
| 2010 | Harry Potter and the Deathly Hallows – Part 1 (Harry Potter și Talismanele Morții. Partea 1) | Harry Potter    | |
| 2011 | Harry Potter and the Deathly Hallows – Part 2 (Harry Potter și Talismanele Morții: Partea 2) | Harry Potter    | |
| 2012 | The Woman in Black (Femeia în negru)                                                         | Arthur Kipps    | |
| 2013 | Kill Your Darlings (Ucide ce iubești)                                                        | Allen Ginsberg  | |
| 2013 | Coarne                                                                                       | Ig Perrish      | Premiera în 2013 la Festivalul Internațional de Film de la Toronto, lansare cinematografică: 31 octombrie 2014 |
| 2013 | The F Word / What if (Ce dacă)                                                               | Wallace         | Premiera în 2013 la Festivalul Internațional de Film de la Toronto, lansare cinematografică: 22 august 2014    |
| 2015 | Trainwreck                                                                                   | The Dog Walker  | |
| 2015 | Victor Frankenstein                                                                          | Igor            | |
| 2016 | Jaful perfect (Now You See Me 2)                                                             | Walter Mabry    | |
| 2016 | Swiss Army Man                                                                               | Manny           | |
| 2016 | Imperium                                                                                     | Nate Foster     | |
| 2017 | Jungla: Tărâmul morții                                                                       | Yossi Ghinsberg | |
| 2022 | Orașul pierdut                                                                               | Abigail Fairfax | |

### Televiziune
| An         | Titlu                         | Rol                                 | Note                                                  |
| ---------- | ----------------------------- | ----------------------------------- | ----------------------------------------------------- |
| 1999       | David Copperfield             | Tânărul David Copperfield           | Film TV                                               |
| 2005       | Foley and McColl: This Way Up | Traffic Warden / Rolul său          |                                                       |
| 2006       | Extras                        | Rolul său                           | Episodul: "Daniel Radcliffe"                          |
| 2007       | My Boy Jack                   | Jack Kipling                        | Film TV                                               |
| 2010, 2014 | The Simpsons                  | Edmund, Diggs                       | Episoade: "Treehouse of Horror XXI" și "Diggs" (voce) |
| 2010       | QI                            | Rolul său                           | Episodul: "Hocus-Pocus" (invitat)                     |
| 2012       | Saturday Night Live           | Rolul său / Diferite                | Episodul: "Daniel Radcliffe/Lana Del Rey" (gazdă)     |
| 2012       | Robot Chicken                 | Mullet Kid / Thomas the Tank Engine | Episodul: "Hemlock Gin and Juice" (voce)              |
| 2012–2013  | A Young Doctor's Notebook     | Dr. Vladimir Bomgard (Young)        | Rol principal; Miniserial TV                          |
| 2012       | Have I Got News for You       | Rolul său                           | Episodul: "44x10" (gazdă)                             |

### Teatru
| An      | Titlu                                            | Rol                 | Note                  |
| ------- | ------------------------------------------------ | ------------------- | --------------------- |
| 2002    | The Play What I Wrote                            | Invitat             | Wyndham's Theatre     |
| 2007    | Equus                                            | Alan Strang         | Gielgud Theatre       |
| 2008–09 | Equus                                            | Alan Strang         | Broadhurst Theatre    |
| 2011–12 | How to Succeed in Business Without Really Trying | J. Pierrepont Finch | Al Hirschfeld Theatre |
| 2013    | The Cripple of Inishmaan                         | Billy Claven        | Noël Coward Theatre   |
| 2014    | The Cripple of Inishmaan                         | Billy Claven        | Cort Theatre          |